# Toxonprucha perpusilla
Toxonprucha perpusilla là một loài bướm đêm trong họ Erebidae.